# 마이애미 돌핀스
마이애미 돌핀스(영어: Miami Dolphins)는 미국 플로리다주 마이애미에 본거지를 둔 NFL팀이다. AFC 동부지구에 소속되어 있다